# Rémy Roy
Pour les articles homonymes, voir Roy.
Rémy Roy, né en 1958, est un tueur en série français surnommé « le tueur du minitel ». Il entrait en contact et prenait rendez-vous avec ses victimes par l'intermédiaire du minitel rose homosexuel pour les tuer après une mise en scène sadomasochiste sans qu'il y ait eu de rapport sexuel.

## Biographie
Rémy Roy a une enfance agréable. C'est un enfant choyé. Il fait ses études chez les frères de Saint-Vincent de Paul. Sa scolarité est médiocre. Il va jusqu'en terminale. Il adore la mer et va dans une école de voile. Il devient skipper. Il croise Florence Arthaud, Philippe Poupon. Il vogue sur l'ancien trimaran d'Olivier de Kersauson. Il travaille pour le plus proche collaborateur de Nicolas Hulot. Il rencontre sa future épouse, propriétaire d'une librairie où il fait des conférences. Ils se marient, habitent Villejuif, ont une fille, puis un fils. Son épouse le décrit comme un très bon père, un nounours, très généreux, très bon, qui veut se faire aimer, ne fonctionne que par l'amour des autres. Il est pigiste occasionnel d'une revue de nautisme. Il aide très activement son épouse dans sa librairie, à plein temps sans être salarié. En 1988 son épouse embauche une amie. Il se retrouve donc sans activité et décide d'ouvrir une société de création de vidéo promotionnelle, basée à son domicile. Mais son entreprise n'atteint jamais le seuil de rentabilité. Désœuvré, il sombre dans la dépression, passe son temps au lit, à grignoter et grossit jusqu'à 120 kg. Il commence à utiliser le minitel, y consacre de plus en plus de temps, plusieurs heures chaque jour.

## Les faits et l'enquête
Le 11 octobre 1990 dans l'après-midi, dans un sous-bois à Draveil au bord de la Seine, Rémy Roy donne rendez-vous à Paul Bernard, agent d’assurances, âgé de 46 ans. Il habite Issy-les-Moulineaux, avec sa mère retraitée, veuve depuis 25 ans. Sa famille le surnomme « saint Paul ». Il utilise intensément le minitel rose homosexuel sous le pseudonyme « hpoilu75 » ou « hpoilu75asoumettre » ou « hpoilu75aexhiber » et a ainsi de nombreux contacts. Il a des tendances masochistes. Roy le bâillonne avec un foulard, lui attache les mains dans le dos et les testicules avec de la ficelle et lui fracture le crâne avec une grosse pierre. Le 12 octobre 1990 vers 10 h, un pêcheur trouve Paul Bernard nu, allongé sur le ventre, la tête recouverte d'un pantalon. Sa voiture est retrouvée sur le parking du port de plaisance à environ un kilomètre de là. Paul Bernard est mort asphyxié, probablement étranglé, il a des traces de lien autour du cou.
Dans la nuit du 19 au 20 octobre 1990, Rémy Roy va à Champigny-sur-Marne dans le pavillon de Gilbert Duquesnoy, un astrologue de 48 ans qui exerce sous le nom de « mage Nathaniel ». Gilbert Duquesnoy utilise le minitel rose homosexuel de manière intensive sous le pseudonyme « Daisy » ou « Coralie ». Il a des tendances masochistes. Il a un cabinet de voyance à Paris dans le 9e. Ils discutent en buvant un verre de porto. Roy lui recouvre la tête d'une cagoule en cuir, lui attache les chevilles et les mains dans le dos, et lui fracasse le côté droit du crâne d'au moins sept coups de marteau très violents. Roy emporte le marteau, le verre dans lequel il a bu, l'agenda et les carnets d'adresses de Gilbert. Le teckel de Gilbert le suit un moment dans la rue. Roy jette le marteau dans la Marne. À la Gare de Nogent-sur-Marne, il prend le RER où il jette l'agenda et les carnets d'adresses de Gilbert. Le 22 octobre 1990, Alain, le conjoint de Gilbert, inquiet de ne pas avoir de nouvelles, demande à ses voisins d'aller voir dans le pavillon. Ils le découvrent nu allongé sur le ventre sur son lit dans la chambre au premier étage. Sa maison est en grand désordre. À côté du lit, il y a une mallette ouverte contenant des objets à usage sexuel.
Le 17 novembre 1990, vers 11 h Rémy Roy se rend à Paris dans le 16e, chez Hugues Moreau, chef d’entreprise de revêtement mural de 41 ans. Roy lui fracasse le crane de plusieurs coups avec un gros robinet métallique. Il lui vole des chéquiers, des cartes bancaires et un télécopieur. Hugues est découvert vers 13 h par son épouse dans l'arrière boutique, nu allongé sur le ventre, les mains dans le dos, des chaînettes autour de la taille et du sexe. À côté de lui il y a un sac contenant toute une panoplie d'objets sadomasochistes.
Quelques jours après, à la Fnac à Paris, Rémy Roy achète un caméscope sous-marin, qu'il paye avec un des chèques volés.
Le 8 octobre 1991, Rémy Roy va à Villeneuve-Saint-Georges chez Bruno Giraudon, fonctionnaire de 32 ans. Il utilise le minitel rose homosexuel sous le pseudonyme « autre chose » pour trouver de la complicité, de la tendresse et si possible l'amour. Ils boivent un verre et discutent. Roy dit qu'il est photographe dans les journaux spécialisés dans le monde de la voile. Puis il dit à Bruno qu'il est adepte de pratiques sadomasochistes. Il sort de son sac du matériel qu'il a apporté. Il propose à Bruno de l'essayer, celui-ci refuse. Roy le frappe à la tête avec un pied de lampe en pierre, il s'évanouit. Roy lui vole une sacoche contenant un chéquier et tous ses papiers d'identité, il laisse Bruno pour mort et pose les accessoires sur le sol. Des amis de Bruno le découvrent, nu sur le ventre, baignant dans son sang. Dans le coma, il est emmené à l'hôpital et n'est en état de faire des déclarations aux policiers qu'après trois jours de soins.
En novembre 1991, dans un magasin de matériel vidéo, Roy achète une table de montage et un magnétoscope. Il précise au vendeur qu'il a un caméscope pour faire des prises sous-marines, et il souhaite que la table de montage soit compatible avec. Il paye avec un des chèques volés à Bruno Giraudon. Le prix étant de 14 900 F, le vendeur lui demande une pièce d'identité. Roy présente le permis de conduire de Bruno Giraudon, sur lequel il a placé sa photo. Le vendeur le photocopie. Quelques heures plus tard, il fait un autre achat dans un autre magasin de vidéo, qu'il paye aussi avec un chèque volé à Bruno. Le magasin est équipé de caméras de vidéosurveillance.
Les enquêteurs obtiennent ainsi des images de Rémy Roy. Ils les présentent aux rédacteurs de la dizaine de journaux spécialisés dans le monde de la voile. Alain Coroller rédacteur en chef de Neptune yachting identifie Rémy Roy.

## Arrestation
Le 28 novembre 1991, Rémy Roy est arrêté chez lui à Villejuif. Dans sa parka, les enquêteurs trouvent le chéquier de Bruno Giraudon et son permis de conduire portant la photo de Roy. Son casier judiciaire est vierge. Il est incarcéré à la prison de Fresnes. Lors des interrogatoires en garde à vue, il déclare que :
- il n'est pas homosexuel, il les a en horreur.
- c'est pour rompre sa solitude et son ennui qu'il utilise les messageries roses sur minitel, juste pour dialoguer. Des homosexuels sadomasochistes l'ont alors abordé, puis harcelé sur ces messageries, ce qui lui était insupportable.
- Paul Bernard a pris contact avec lui sur minitel rose. Il accepte de le rencontrer, juste pour discuter. Il donne rendez-vous à Paul Bernard au port de plaisance de Draveil, où il va souvent se promener à vélo. Sur place, ils parlent un peu, puis la discussion dérive sur le sexe et Paul Bernard lui dit qu'il est exhibitionniste et lui propose de se revoir. Une semaine plus tard, alors qu'il se promène à vélo, il rencontre par hasard Paul Bernard sur le parking du port de plaisance. Ils discutent un peu, puis Paul Bernard l'invite à le suivre dans le sous-bois, où il lui propose de s'exhiber. Roy l'avertit qu'il accepte de le regarder, mais pas de le toucher. Paul Bernard se déshabille, lui demande de le bâillonner, se noue une ficelle autour des testicules et lui demande de lui attacher la main à un arbre, ce qu'il fait. Paul Bernard se frotte alors contre lui et lui prend la main pour qu'il le masturbe. En colère, il le frappe. Paul Bernard tombe et se cogne la tête sur une pierre. Il est sûr que Paul Bernard était toujours vivant quand il s'est enfui.
- il a rencontré Gilbert Duquesnoy au salon de la voyance alors qu'il démarchait pour sa société de production de films promotionnels. Le mage Nathaniel, avec qui il a longuement discuté, lui demande de lui faire un devis pour une vidéo publicitaire et lui donne rendez-vous quelques semaines plus tard chez lui à Champigny-sur-Marne. En début de soirée chez Gilbert Duquesnoy, après avoir parlé affaires et réalisation du film, celui-ci change brusquement de conversation, lui fait des avances en lui mettant la main sur la jambe et enclenche une cassette vidéo d'un film pornographique homosexuel. Il veut partir. Gilbert le retient, lui dit qu'il veut lui donner un exemplaire de son livre et l'invite à le suivre dans sa chambre au premier étage. Là, Gilbert sort d'un sac une perruque blonde et une robe à franges, pour se déguiser en prostituée et qu'il le frappe. Il refuse. Gilbert va dans la salle de bain et en ressort très vite nu, portant uniquement une cagoule en cuir. Hors de lui, il frappe à coups de poing et coups de pied Gilbert, qui tombe sur le lit. Il attrape le premier objet qui lui tombe sous la main : un marteau, et frappe Gilbert avec sur la tête. Il lui attache les chevilles avec du scotch large, dont il avait apporté un rouleau, mais se ravise et les lui attache avec une corde trouvée dans une cagette. S'étant calmé, il prend le pouls à Gilbert, s'assure ainsi qu'il n'est pas mort et s'en va.
- il a rencontré Hugues Moreau au salon de décoration dans le cadre de son travail. Il se rend chez Hugues pour lui présenter un devis pour un film vidéo. Hugues le reçoit vêtu d'un imperméable Burberry. À peine est-il entré, qu'Hugues ouvre son imperméable, sous lequel il ne porte que des chaînettes autour du sexe. Outré et furieux, il le pousse dans l'arrière-boutique et le frappe. Hugues tombe au sol inconscient, il le frappe encore sur la tête. Hugues est encore vivant quand il part.
- il prend contact par minitel avec une femme masochiste et se rend, avec son matériel, chez elle. C'est Bruno Giraudon nu, qui l'accueille. En colère d'avoir été ainsi trompé, il le frappe violemment. Bruno se cogne la tête sur la table basse en tombant. Il s'enfuit persuadé que Bruno est toujours vivant.
- il n'a agressé ou tué personne d'autre.

Les enquêteurs ne trouvent pas d'autre victime dans leurs dossiers.
À Jean Martel, expert psychiatre et à Caroline Legendre, experte psychologue, Rémy Roy déclare qu'il a beaucoup souffert des absences de son père qui voyage énormément. Sa mère le fouettait souvent avec un lanière de cuir. À l'école ses camarades lui passent le sexe au cirage. Il est attaché par le bras à une branche et déshabillé. Quand il a 13 ans, dans un cinéma un homme assis à côté de lui, l'a obligé à le masturber et a éjaculé sur lui. Quand il a 17 ans en classe de terminale, il a une bande de copains à qui il rend des services (réparation d'appareils audio, électronique) contre un peu d'argent. Ses copains trouvent que ses services leur coûtent trop d'argent, exigent qu'il les rembourse, il ne peut pas. Ils lui proposent en alternative, de s'exhiber nu dans un gymnase pour un homme âgé. Il refuse et s'enfuit. Ils le violent collectivement dans un appartement. C'est pour cela qu'il déteste les homosexuels.
La police enquête sur ces faits et établit qu'ils n'ont jamais eu lieu. Les enquêteurs comprennent que ce n'est pas ses souvenirs qu'ils décrit, mais ses fantasmes. Pour les psychiatres, ces récits révèlent ses tendances sadomasochistes, qu'il refoulait quand il était en activité. Elles se sont libérées quand il s'est retrouvé désœuvré et déprimé devant le minitel. Ne supportant pas cette image de lui-même, il tue.
Roy est inculpé pour assassinat sur Paul Bernard et Gilbert Duquesnoy, pour tentative d'assassinat sur Bruno Giraudon et pour meurtre sur Hugues Moreau. La préméditation sur Hugues Moreau n'a pas été retenue, car Rémy Roy est venu chez lui sans matériel et a utilisé celui qu'Hugues Moreau avait chez lui.

## Liste des victimes connues
| Date                          | Date             | Identité          | Âge | Profession                            | Lieu                     |
| Des faits                     | De découverte    | Identité          | Âge | Profession                            | Lieu                     |
| ----------------------------- | ---------------- | ----------------- | --- | ------------------------------------- | ------------------------ |
| 11 octobre 1990               | 12 octobre 1990  | Paul Bernard      | 46  | agent d’assurances                    | Draveil                  |
| nuit du 19 au 20 octobre 1990 | 22 octobre 1990  | Gilbert Duquesnoy | 48  | astrologue « mage Nathaniel »         | Champigny-sur-Marne      |
| 17 novembre 1990              | 17 novembre 1990 | Hugues Moreau     | 41  | chef d’entreprise de revêtement mural | Paris 16e                |
| 8 octobre 1991                | 8 octobre 1991   | Bruno Giraudon    | 32  | fonctionnaire                         | Villeneuve-Saint-Georges |

## Procès et condamnation
Le 26 juin 1996, le procès de Rémy Roy débute à la cour d'assises du Val-de-Marne à Creteil.
La défense de Rémy Roy est assurée par les avocats Gérard Serfaty et Bernard Prévost. Christian Mour est l'avocat des parents de Gilbert Duquesnoy et de son compagnon Alain. Philippe Petillault est l'avocat des parties civiles. Camille Tardo-Dino est l'avocat général.
Le 28 juin 1996, Rémy Roy est condamné à la réclusion criminelle à perpétuité avec une période de sûreté de 18 ans.